# Diego Martínez Ferreira
Diego Martínez Ferreira (Luque, Paraguay, 2 de diciembre de 1980) es un futbolista paraguayo. Juega como defensa central y su equipo actual es el Caacupé FBC de la Segunda División de Paraguay.

## Trayectoria
Debutó en el Capitán Insfrán de Luque de la Liga luqueña de Football, es un club de liga regional de su ciudad en el año 2000. Al año siguiente fue contratado por el Sportivo Luqueño con el que realiza su debut en la Primera División, donde salió campeón por primera vez en su carrera futbolística Copa Filigrana en el 2001 torneo de verano, sus buenas actuaciones en el Sportivo Luqueño, generaba mucha expetativa. En el 2004 pasó al Club Libertad. En 2005 fue contratado por el Club Olimpia en donde no obtuvo mayores éxitos jugó 16 partidos y marcó 1 gol, además fue capitán del equipo franjeado debido al liderazgo en la defensa. Antes de su transferencia a Ecuador el zaguero vuelve a Sportivo Luqueño realizando buenas actuaciones y en pocos partidos jugados ya emigra a Ecuador marcó un gol para el equipo auriazul antes de emigrar a Ecuador. El 2006 fue el año en el que emigró por primera vez al extranjero, específicamente a Ecuador para integrar las filas del Barcelona Sporting Club donde realizó buenas actuaciones en pocos partidos jugados marco un inolvidable golazo de tiro libre contra Liga de Quito y por eso es recordado con cariño por la hinchada. 
En el 2007 ficha por el Deportivo Cuenca del mismo país donde ha jugado 35 partidos y marcó 4 goles de tiro libre que fue importante para el equipo logrando el vicecampeonato ecuatoriano de ese año realizando buenas actuaciones en total jugó 2990 minutos para el equipo del Cuenca. Regresó a Paraguay en el 2008 para jugar la Copa Libertadores con el Sportivo Luqueño donde marcó 5 goles. Luego tuvo un paso corto en el 12 de Octubre de su país para volver a probar suerte en un equipo importante de Perú, esta vez en el club Alianza Lima, donde jugó 4 partidos pero llegó a anotar solo una vez no teniendo mucha participación en el equipo principal. A principios de 2009 retorna una vez más al 12 de octubre donde realizó buenas actuaciones marcando un gol importante para el equipo en un partido contra Rubio Ñu fue figura del equipo del ``12´´ eso le valió para otra transferencia al exterior.
El 15 de julio de 2009 es confirmado como refuerzo del San Martín de Tucumán, equipo militante en la Segunda División del fútbol argentino donde jugó 7 partidos. En febrero de 2010 se convierte en refuerzo del Deportes Quindío a pedido de su compatriota Carlos Villagra. Inclusive el salvaje, se ganó la capitanía en el equipo colombiano debido a las buenas presentasiones que está teniendo actualmente.
El 14 de septiembre de 2012 es fichado por el Club Sportivo Patria de Formosa , equipo que milita en el Torneo Argentino B.

## Selección nacional
Ha sido internacionalmente convocado a la Selección Paraguaya de fútbol jugando las eliminatorias para el mundial Corea/Japón 2002 y Alemania 2006. pero estuvo a punto de ser convocado para estos mundiales y también ha jugado muchos partidos amistosos de buena manera tanto, como en las eliminatorias que jugó. Jugó dos mundiales juveniles el de la sub-17 y sub-20 también integró la sub-15 de la selección paraguaya. Ha jugado en la Selección de mayores en los años 2001/2004 teniendo mucha participación y muy buenas

## Clubes
| Club                  | País      | Año           |
| --------------------- | --------- | ------------- |
| Capitán Insfrán       | Paraguay  | 2000          |
| Sportivo Luqueño      | Paraguay  | 2001-2004     |
| Libertad              | Paraguay  | 2004          |
| Olimpia               | Paraguay  | 2005          |
| Sportivo Luqueño      | Paraguay  | 2006          |
| Barcelona             | Ecuador   | 2006          |
| Deportivo Cuenca      | Ecuador   | 2007          |
| Sportivo Luqueño      | Paraguay  | 2008          |
| 12 de Octubre         | Paraguay  | 2008          |
| Alianza Lima          | Perú      | 2008          |
| 12 de Octubre         | Paraguay  | 2009          |
| San Martín de Tucumán | Argentina | 2009          |
| Deportes Quindío      | Colombia  | 2010          |
| San Lorenzo           | Paraguay  | 2012          |
| Sportivo Patria       | Argentina | 2012-2015     |
| Caacupé FBC           | Paraguay  | 2016-presente |

## Palmarés
| Título                            | Club             | País     | Año  |
| --------------------------------- | ---------------- | -------- | ---- |
| Copa Filigrana                    | Sportivo Luqueño | Paraguay | 2001 |
| Subcampeón del Fútbol Ecuatoriano | Deportivo Cuenca | Ecuador  | 2007 |